# Incilius peripatetes
Incilius peripatetes är en groddjursart som först beskrevs av Savage 1972.  Incilius peripatetes ingår i släktet Incilius och familjen paddor. IUCN kategoriserar arten globalt som akut hotad. Inga underarter finns listade i Catalogue of Life.